# Феррара-ди-Монте-Бальдо
Феррара-ди-Монте-Бальдо (итал. Ferrara di Monte Baldo) — коммуна в Италии, располагается в провинции Верона области Венеция.
Население составляет 194 человека (2008 г.), плотность населения составляет 7 чел./км². Занимает площадь 27 км². Почтовый индекс — 37020. Телефонный код — 045.
Покровителем коммуны почитается святая Екатерина Александрийская, празднование 25 ноября.

## Демография
Динамика населения:

## Администрация коммуны
- Официальный сайт: